# 绥山镇
绥山镇，源於古時绥山县，位於中華人民共和國四川省峨眉山市東南部是峨眉山市市政府的駐在地。
绥山县，古县名。隋炀帝大业十年（615年）置，治今四川省峨眉山市东南，属眉山郡。唐久视元年（700年）又析绥山县置乐都县。因绥山而得名。北宋乾德四年（966年）降为镇，划归峨眉县，属嘉定府。
唐朝贞元年间，绥山县婆笼川生獠首领甫枳兄弟诱导生蛮为乱，为西川节度使韦皋平复。
2019年12月，撤销川主镇和新平镇，将其所属行政区域划归绥山镇管辖。将绥山镇万寿宫社区、白龙社区、三台山社区、城东社区、城南村所属行政区域划归胜利街道管辖，绥山镇大南村所属行政区域划归峨山街道管辖。

## 行政区划
现辖：
万寿宫社区、白龙社区、滨河路社区、三台山社区、城东社区、红华苑社区、城南村、城西村、星昇村、大南村、五一村、安川村、光辉村、符汶村、太泉村、大庙村、洪川村、三界村、麻柳村、天全村、沈山村、盐井村、炳灵村和斗量村。
2019年12月调整后，绥山镇辖滨河路社区、红华苑社区、城西村、星昇村、五一村、安川村、光辉村、符汶村、太泉村、大庙村、三界村、洪川村、麻柳村、天全村、沈山村、盐井村、炳灵村、斗量村和原川主镇及原新平镇所属行政区域。